# Ella usó mi cabeza como un revólver
«Ella usó mi cabeza como un revólver» es una canción y sencillo compuesta por Gustavo Cerati, Zeta Bosio y Charly Alberti e interpretada por el grupo musical argentino Soda Stereo. Rápidamente se convirtió en una de las canciones más conocidas del grupo a nivel internacional.
La canción fue incluida en el álbum de estudio Sueño Stereo del año 1995, siendo su primera canción. El video fue elegido como Video de la Gente (latino) en 1996, máximo reconocimiento continental del rock latino, antes de que se establecieran los Premios MTV Latinoamérica en 2002.
La canción es particularmente notable por su compleja estructura musical y un ritmo lento y melancólico. Así como en raras ocasiones, Soda Stereo experimentó con adicionales y envolventes arreglos de cuerdas: dos violines, una viola y un violonchelo.
«Ella usó mi cabeza como un revólver» logró ubicarse el puesto 206° de las 500 mejores canciones del rock iberoamericano por Al Borde en 2006.

## Letra
La idea central y título del tema, concentra toda la atención: «Ella usó mi cabeza como un revólver». Ambigua como es, la frase golpea sin embargo crudamente la imaginación y resulta inmediatamente reconocible para la experiencia pasional de cualquier joven.
La canción no se refiere sólo al hecho de que «ella» haya usado al cantante como un objeto, sino de los extremos a los que éste llegó («no creerías las cosas que he hecho por ella»), que es lo que explica de algún modo como pudo «ella» llegar al extremo de haber hecho un revólver de su cabeza. La idea del título es casi insoportable: cada disparo del revólver debió haber dejado un estrago irreversible.
El cantante dice que actuó «cobardemente, pero sin vergüenza». La frase indica enajenamiento: ni valentía para hacer frente al abuso, ni vergüenza para huir del mismo. O bien puede significar que actuó de forma cobarde como parte de una traición a una tercera persona en el rompecabezas con lo sinvergüenza que eso significa.
La frase final, «pasa el tiempo y ahora creo que el vacío es un lugar normal», hace recordar las reflexiones sobre el tiempo y el desamor que caracterizan al tango, un género que el propio Cerati ha reconocido como influyente en su obra.
También hay algunos críticos que dicen que trata de una manera metafórica sobre la droga, ya que muchas de las frases pueden asociarse con lo que diría un drogadicto sobre su esclavitud a ella.
En una entrevista realizada por la revista Rolling Stone Argentina, Gustavo Cerati se refirió de este modo a la letra de la canción:

Pregunta: «En la historia del rock, se ha usado el “ella” o el “she” para hablar de cualquier cosa, desde la guerra a la cocaína, escondidas en una metáfora romántica. En tu caso, ¿cómo es?».
Respuesta: «Lo uso como una especie de recurso realmente, es un espejo».

La canción «Planet Queen», incluida en el álbum Electric Warrior del grupo inglés T. Rex incluye la siguiente línea:

The world's the same I am to blame
She used my head like a revolver
The world's the same.

## Música
La música está centrada en una melodía principal unida al título, a modo de leitmotiv, que domina la canción y se impone como un lamento cuando el cantante dice «ella usó mi cabeza como un revólver». En contraste con el tema principal, el resto de la melodía es compleja, seductora y difícil de retener, lo que produce el efecto en quien la oye de esperar el retorno del leitmotiv, y recibirlo con cierto alivio cuando finalmente llega, a pesar de su atroz mensaje.
El tema comienza con una introducción liviana y atmosférica (Cmaj7 - Fmaj7) para enseguida sorprender dando paso a una secuencia armónica circular que sostiene toda la canción y recuerda a una marcha fúnebre (Do mayor - Re sostenido mayor - Re menor - Re bemol mayor), apoyada en un riff simple del bajo, en el ritmo fatalista que impone la batería y en una melodía ominosa que ejecutan dos violines, una viola y un violoncelo en dos fraseos sucesivos: Do-Sol-Do-Si{\displaystyle \flat }----Re{\displaystyle \flat }-La{\displaystyle \flat }-Fa-Mi.

«Ella usó mi cabeza como un revólver»... tiene un tempo tan poco apropiado para ser un éxito masivo, que todavía me sorprende que lo haya sido. La canción avanza y se detiene y avanza un poco más, la guitarra y la orquesta quieren salir volando en direcciones opuestas pero la batería las ancla y aproxima.

Las cuerdas son ejecutadas por Janos Morel (1.er violín), Mauricio Alvez (2.do violín), Alejandro Terán (viola) y Pablo Flumetti (violoncelo), y los arreglos corresponden al primero. El teclado que aparece al principio del tema fue interpretado por un juguete del hijo de Gustavo Cerati, Benito.
En la versión unplugged en MTV, los dos violines desaparecen, en tanto que permanecen la viola, ejecutada por Pedro Fainguersch, y el violoncelo, ejecutado por Diego Fainguersch, y aparece un fagot interpretado por Ezequiel Fainguersch.

## Video musical

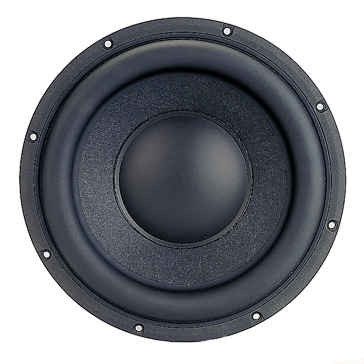
La presencia del altavoz como símbolo es omnipresente en el video. Tanto en la portada del álbum (tres altavoces-óvulos rodeados de espermatozoides-auriculares), como los hombres-altavoz-gemelos, como la pared-altavoz-palpitante.

El video fue elegido como Video de la Gente (latino) en 1996, máximo reconocimiento continental del rock latino, antes de que se establecieran los Premios MTV Latinoamérica en 2002. Es considerado por sus seguidores (junto con "Cuando pase el temblor") el segundo mejor de la historia de la banda, detrás de «En la ciudad de la furia».
Fue filmado en 35mm. en Chile y dirigido por Stanley Gonczanski, excompañero de la Universidad del Salvador de Cerati y Bosio, un exitoso director de cine publicitario con actuación en todo el continente y presidente de Stanley Films, autor también de la película chilena Monos con navaja para la cual Cerati hizo el tema «Tabú» (2000).
El video está lleno de símbolos que permiten múltiples interpretaciones, incluso que la «Ella» de la canción es en realidad la propia banda, Soda Stereo. La constante presencia de una lupa es utilizada para que el espectador «vea con lupa», una y otra vez, a los integrantes del grupo. Dos gemelos idénticos, interpretados por los chilenos Andrés y Rodrigo Súnico, desempeñan un papel omnipresente como hombres-altavoz e incluso son quienes tocan con dos violonchelos, los dos fraseos melódicos fúnebres que sostienen la canción: Do-Sol-Do-Si{\displaystyle \flat };-----Re{\displaystyle \flat }-La{\displaystyle \flat }-Fa-Mi. Son también los gemelos los que, en una de las escenas, hacen de marido y mujer, casándose y luego batiéndose a duelo.
La imagen del altavoz, como símbolo de los integrantes del grupo, se utiliza en la tapa del álbum Sueño Stereo, en la que tres altavoces (el del centro más grande) con forma de óvulos, emergen de un colchón y se encuentran rodeados de espermatozoides-auriculares listos para fecundarlos. Los altavoces vuelven a aparecer en el video al final, en la forma de una pared-altavoz que late-respira detrás de los tres músicos.
Además de los tres integrantes de la banda (Cerati, Bosio y Alberti) y los dos gemelos (hombres-altavoz), el video registra la presencia determinante de «Ella». «Ella» aparece como una especie de monstruo-mujer, infiel e insensible, devorándose a su pequeño pájaro atrapado en una jaula. Pero «Ella» también aparece como una poderosa atracción erótica en la cama. La cama, también brotada de altavoces, es una presencia constante en el video. En una de las imágenes más expresivas del videoclip, al comienzo, «Ella» aparece desnuda en la cama deslizando el revólver por su vientre hacia su sexo; es la misma cama-altavoz sobre la que Cerati sólo se desploma varias veces de espalda, golpeando su cabeza sobre una almohada-blanco.
El video cierra con una última y breve escena difícil de percibir en sus detalles, en la que los dos hombres-altavoz corren hacia la cámara con sifones (relacionados simbólicamente con «Soda Stereo») en la mano, y mojan la lente.

## Lista de canciones
| CD promocional España |                                       |          |  |
| N.º                   | Título                                | Duración |  |
| 1.                    | «Ella usó mi cabeza como un revólver» | 4:31     |  |

## Versiones
- La versión unplugged realizado en MTV Unplugged el 12 de marzo de 1996 incluido en el álbum Comfort y música para volar. La versión es irónicamente mucho más eléctrica («enchufada») que la original, aún incluyendo un violín, un violonchelo y un fagot y agrega un final pesado con un riff de guitarra ejecutado por Cerati, que acentúa el tono desesperado del tema.
- La versión de El último concierto, del año 1997. Esta versión fue incluida como última pista del el álbum El último concierto A y el álbum cuenta con la versión grabada en el Estadio River Plate.
- La versión que se editó en el doble vinil, comparada con las versiones ya conocidas, es ligeramente distinta; en su comienzo y en la duración, que es de 4:45, es decir 6 segundos más.
- En noviembre de 2024 la banda argentina Airbag publica un cover de la canción de la mano de Spotify Singles.

## Posicionamiento en listas
| Lista (1996)  | Mejor posición |
| ------------- | -------------- |
| Bolivia (UPI) | 8              |

## Certificaciones
| País   | Organismo certificador | Certificación | Ventas certificadas | Ref.   |
| ------ | ---------------------- | ------------- | ------------------- | ------ |
| México | AMPROFON               | Platino + Oro | 300 000             | [ 15 ] |